# کایلی (آلبوم)
«کایلی» (به انگلیسی: Kylie) نخستین آلبوم از هنرمند اهل استرالیا کایلی مینوگ است که در سال ۱۹۸۸ میلادی منتشر شد.